# Ковальський Павло Васильович
Павло́ Васи́льович Кова́льський (1977—2022) — капітан Збройних Сил України, учасник російсько-української війни, що загинув у ході російського вторгнення в Україну в 2022 році.

## Життєпис
Павло Ковальський народився 25 червня 1977 року в селі Вербівка Звягельського (колишнього Новоград-Волинського району) на Житомирщині, де й проживав. У 1994 році закінчив гімназію № 9 Новоград-Волинської міської ради Житомирської області. Після закінчення військового закладу вищої освіти служив у 30-й окремій механізованій бригаді імені князя Костянтина Острозького. Обіймав посаду заступника начальника штабу танкового батальйону. З початком повномасштабного російського вторгнення в Україну перебував на передовій.
Загинув Павло Ковальський 6 травня 2022 року під час виконання бойових завдань унаслідок артилерійського обстрілу. Чин прощання із загиблим відбувся 10 травня 2022 року в Гарнізонному будинку офіцерів у місті Новоград-Волинський, а також у Чижівці. Похований офіцер на кладовищі села Вербівка Чижівської сільської громади на Житомирщині.

## Нагороди
- Орден Богдана Хмельницького III ступеня (2022, посмертно) — за особисту мужність і самовіддані дії, виявлені у захисті державного суверенітету та територіальної цілісності України, вірність військовій присязі[4].